# 423 aC
El 423 aC fou un any del calendari romà prejulià.

## Esdeveniments
- Atenes i Esparta pacten un armistici d'un any.[1]
- Estrena d'Els núvols, d'Aristòfanes.